# Lohe-Rickelshof
Lohe-Rickelshof är en kommun och ort i Kreis Dithmarschen i det tyska förbundslandet Schleswig-Holstein. Lohe-Rickelshof omnämns för första gången i ett dokument från år 1319
Kommunen ingår i kommunalförbundet Amt Kirchspielslandgemeinde Heider Umland tillsammans med ytterligare 10 kommuner.